# Jurij Karabasow
Jurij Siergiejewicz Karabasow (ros. Юрий Сергеевич Карабасов, ur. 12 czerwca 1939 w Moskwie, zm. 7 grudnia 2021) – radziecki i rosyjski polityk.

## Życiorys
Ukończył Moskiewski Instytut Stali i Stopów, 1961-1972 był wykładowcą, od 1962 należał do KPZR. Od 1972 funkcjonariusz partyjny w Moskwie, 1980-1981 I zastępca przewodniczącego Zarządu Wszechzwiązkowego Stowarzyszenia "Znanije", 1981-1983 prorektor Akademii Gospodarki Narodowej przy Radzie Ministrów ZSRR, 1983-1986 I sekretarz Gagarińskiego Komitetu Rejonowego KPZR w Moskwie. Od 6 marca 1986 do 2 lipca 1990 zastępca członka KC KPZR, 1986-1990 sekretarz Moskiewskiego Komitetu Miejskiego KPZR, 1990-1991 zastępca przewodniczącego Państwowego Komitetu ZSRR ds. Nauki i Techniki, 1992 został rektorem, a 2007 prezydentem Moskiewskiego Instytutu Stali i Stopów. 2 grudnia 2007 wybrany deputowanym Dumy Państwowej 5 kadencji z listy Jednej Rosji.

## Odznaczenia
- Order „Znak Honoru”
- Order Przyjaźni Narodów
- Medal 850-lecia Moskwy